# Javi Hernández
Francisco Javier Hernández González (ur. 6 czerwca 1989 w Salamance) – hiszpański piłkarz występujący na pozycji pomocnika w indyjskim klubie Jamshedpur FC. Wychowanek Realu Madryt, w swojej karierze grał także w takich zespołach jak Halmstads BK, UD Salamanca, Ourense, Burgos oraz Poli Timișoara. Były reprezentant Hiszpanii do lat 19. Kuzyn Gutiego.

## Statystyki
(aktualne na dzień 29 marca 2019)
| Klub                | Sezon              | Liga               | Liga  | Liga   | Puchar kraju | Puchar kraju | Europa | Europa | Suma  | Suma   |
| Klub                | Sezon              | Liga               | Mecze | Bramki | Mecze        | Bramki       | Mecze  | Bramki | Mecze | Bramki |
| ------------------- | ------------------ | ------------------ | ----- | ------ | ------------ | ------------ | ------ | ------ | ----- | ------ |
| Real Madryt B       | 2008/09            | Segunda División B | 24    | 2      | 0            | 0            | –      | –      | 24    | 2      |
| Real Madryt B       | 2009/10            | Segunda División B | 4     | 0      | 0            | 0            | –      | –      | 4     | 0      |
| Real Madryt B       | 2010/11            | Segunda División B | 6     | 1      | 0            | 0            | –      | –      | 6     | 1      |
| Real Madryt B       | Ogólnie            | Ogólnie            | 34    | 3      | 0            | 0            | 0      | 0      | 34    | 3      |
| Halmstads BK (wyp.) | 2011               | Allsvenskan        | 8     | 1      | 1            | 1            | –      | –      | 9     | 2      |
| UD Salamanca        | 2011/12            | Segunda División B | 34    | 7      | 2            | 0            | –      | –      | 36    | 7      |
| UD Salamanca        | 2012/13            | Segunda División B | 22    | 6      | 0            | 0            | –      | –      | 22    | 6      |
| UD Salamanca        | Ogólnie            | Ogólnie            | 56    | 13     | 2            | 0            | 0      | 0      | 58    | 13     |
| Ourense             | 2013/14            | Segunda División B | 32    | 5      | 0            | 0            | –      | –      | 32    | 5      |
| Burgos              | 2014/15            | Segunda División B | 35    | 5      | 0            | 0            | –      | –      | 35    | 5      |
| Poli Timișoara      | 2015/16            | Liga I             | 34    | 5      | 4            | 1            | –      | –      | 38    | 6      |
| Górnik Łęczna       | 2016/17            | Ekstraklasa        | 28    | 4      | 0            | 0            | –      | –      | 28    | 4      |
| Qəbələ              | 2017/18            | Premyer Liqası     | 0     | 0      | 0            | 0            | 1      | 0      | 1     | 0      |
| Cracovia            | 2017/18            | Ekstraklasa        | 32    | 5      | 1            | 0            | –      | –      | 33    | 5      |
| Cracovia            | 2018/19            | Ekstraklasa        | 24    | 7      | 2            | 0            | –      | –      | 20    | 5      |
| Ogólnie w karierze  | Ogólnie w karierze | Ogólnie w karierze | 283   | 48     | 10           | 2            | 1      | 0      | 294   | 50     |